# Brdo, Domžale
Brdo je naselje v Občini Domžale.
Okoli 1 km južno od naselja je hrib Goropeče, na katerem stoji cerkev sv. Miklavža.